# Gmina Michałowice (Powiat Pruszkowski)
Die Gmina Michałowice ist eine Landgemeinde im Powiat Pruszkowski der Woiwodschaft Masowien in Polen. Ihr Sitz ist das gleichnamige Dorf.

## Gliederung
Zur Landgemeinde Michałowice gehören folgende Ortschaften:
Granica
Komorów
Nowa Wieś
Michałowice
Michałowice Wieś
Opacz-Kolonia
Opacz Mała
Pęcice
Pęcice (osada)
Pęcice Małe
Reguły
Sokołów
Suchy Las

## Persönlichkeiten
- Magda Gessler (* 1953), Köchin und Restaurantbesitzerin; geboren in Komorów.